# Sprowston
Sprowston – wieś i civil parish w Anglii, w hrabstwie Norfolk, w dystrykcie Broadland. Leży 4 km na północny wschód od Norwich i 162 km na północny wschód od Londynu. W 2011 roku civil parish liczyła 14 691 mieszkańców. Sprowston jest wspomniana w Domesday Book (1086) jako Spro(wes)tuna.